# Вільям Роберт Брукс
Вільям Роберт Брукс (англ. William Robert Brooks; 11 червня 1844 — 3 травня 1921) — американський астроном.

## Біографія
Народився в Мейдстоуні (Англія). З 1857 року жив в США. У 1874 у Фелпсі (штат Нью-Йорк) побудував 2-дюймовий рефрактор і 5-дюймовий рефлектор, в 1882 — 9-дюймовий рефлектор на азимутному монтуванні. З 1888 року — директор обсерваторії в Женеві (поблизу Фелпса), що належала аматору астрономії В.Сміту. З 1900-го — професор астрономії коледжу в Женеві (США).
Відомий відкриттями комет. За 29 років спостережень (1883-1912) у Фелпсі і Женеві відкрив 24 нові комети. 1 вересня 1883 виявив комету, яка опинилася тотожній кометі, відкритій в 1812 французьким астрономом Ж. Л. Понсом. Вона отримала назву комети Понса-Брукса; її період обертання дорівнює 70,88 роки. У 1889 відкрив періодичну комету, названу кометою Брукса 2; період її обертання — 6,72 роки. Брукс одним з перших застосував фотографію в астрономії.
Премія Ж.Ж.Ф.Лаланда Паризької АН (1904), Золота медаль і диплом Мексиканського астрономічного товариства.